# Sarcophaga otiophalla
Sarcophaga otiophalla är en tvåvingeart som först beskrevs av Fan och Chen 1981.  Sarcophaga otiophalla ingår i släktet Sarcophaga och familjen köttflugor. Inga underarter finns listade i Catalogue of Life.